# Biedaszki Małe
Biedaszki Małe (deutsch Klein Neuhof) ist ein Ort in der polnischen Woiwodschaft Ermland-Masuren. Er gehört zur Gmina Kętrzyn (Landgemeinde Rastenburg) im Powiat Kętrzyński (Kreis Rastenburg).

## Geographische Lage
Biedaszki Małe liegt in der nördlichen Mitte der Woiwodschaft Ermland-Masuren, drei Kilometer südwestlich der Stadt Kętrzyn (deutsch Rastenburg).

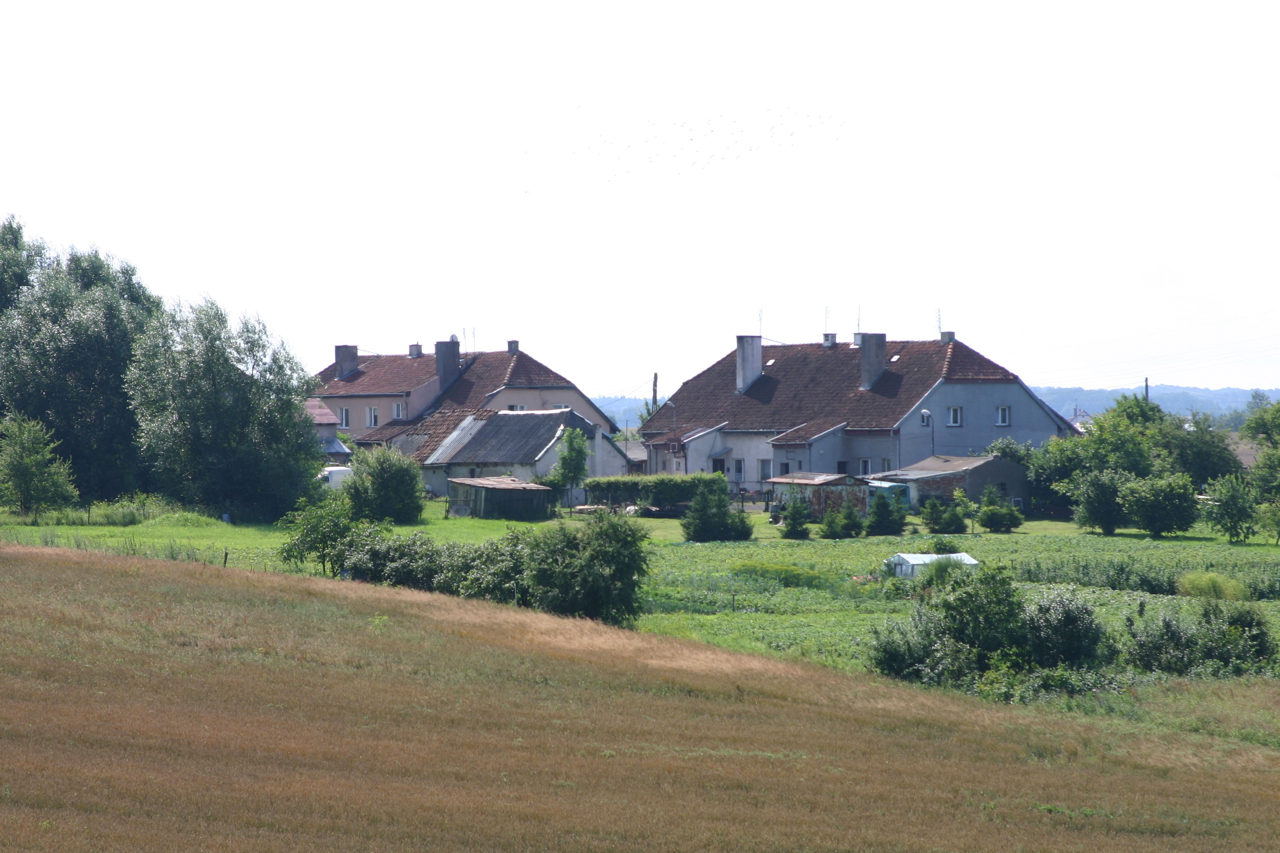
Blick auf Biedaszki Małe

## Geschichte
Der kleine und bis dahin Abbau Reinhold genannte Gutsort wurde am 6. April 1824 in Klein Neuhoff offiziell umbenannt. Bis 1945 war er ein Wohnplatz in der Gemeinde Groß Neuhof (polnisch Biedaszki).
Im Jahre 1885 zählte Klein Neuhof 44 Einwohner, im Jahre 1910 waren es 52.
Mit der Abtretung des gesamten südlichen Ostpreußen 1945 an Polen erhielt Klein Neuhof die polnische Namensform „Biedaszki Małe“ und ist heute in die Landgemeinde Kętrzyn (Rastenburg) im Powiat Kętrzyński (Kreis Rastenburg) eingegliedert, von 1975 bis 1998 der Woiwodschaft Olsztyn, seither der Woiwodschaft Ermland-Masuren zugeordnet.

## Kirche

### Evangelisch

#### Kirchengemeinde
Klein Neuhof war bis 1945 ein Ort im Kirchspiel der evangelischen Pfarrkirche Rastenburg in der Kirchenprovinz Ostpreußen der Kirche der Altpreußischen Union.
Heute gehört Biedaszki Małe zur Johanneskirche Kętrzyn (Rastenburg) innerhalb der Diözese Masuren der Evangelisch-Augsburgischen Kirche in Polen.

#### Predigerseminar
Im Jahre 1928 wurde das Predigerseminar der Kirche der Altpreußischen Union von den Carlshöfer Anstalten südöstlich der Stadt Rastenburg nach Klein Neuhof verlegt. Bereits 1940 wurde es aufgelöst, als der Staat die Gebäude für Funkzwecke für die nahegelegene Wolfsschanze konfiszierte.

### Römisch-katholisch
Kein Neuhof gehörte vor 1945 zu Rastenburg wie Biedaszki Małe nach 1945 zu Kętrzyn. Gehörte die Pfarrei St. Katharina vor 1945 zum Bistum Ermland, so ist sie seit 1992 dem Erzbistum Ermland zugehörig.

## Verkehr
Biedaszki Małe liegt südöstlich der Woiwodschaftsstraße 594 und ist über Biedaszki (Groß Neuhof) auf direktem Wege erreichbar.
Die nächste Bahnstation ist Nowy Młyn (Neumühl (Ostpr.)) und liegt an der Bahnstrecke Głomno–Białystok.